# 교토쿠정
교토쿠정(行徳町)은 1889년 4월 1일부터 1955년 3월 31일까지 존재했던 지바현 히가시카쓰시카군의 정이다. 
현재의 이치카와시 중부에 해당한다.

## 역사
- 1889년 4월 1일 - 정촌제 시행에 의해 히가시카쓰시카군 교토쿠정이 성립하였다.
- 1955년 3월 31일 - 이치카와시에 편입해, 소멸하였다.